# 알렉산더 1세 (스코틀랜드)
알렉산더 1세(스코트어: Alexander I) 혹은 알락산다르 막 밀 콜룸(중세 아일랜드어: Alaxandair mac Maíl Coluim, 스코틀랜드 게일어: Alasdair mac Mhaol Chaluim, 1078년경 ~ 1124년 4월 23일)은 1107년에서 1124년 사이 알바 왕국의 왕이다. 말 콜룸 3세의 5남으로 어머니는 에드워드 참회왕의 조카손녀 성녀 마거릿이다.
1107년 형 에드가르 막 밀 콜룸이 독신으로 죽자 그 뒤를 이어 즉위했다. 그러나 에드가르의 유언에 따라 동생 다비드에게 스코틀랜드 남부(과거의 스트래스클라이드 왕국 땅)이 주어졌다. 이 유언은 에드가르, 알락산다르, 다비드, 그리고 그들의 매제 잉글랜드 왕 헨리 1세 사이에 사전 합의된 것으로 보인다. 1113년, 헨리를 비롯한 앵글로노르만인들의 지지 하에 다비드는 알락산다르에게 로디언과 트위드 강-티버트 강 이북의 땅을 더 요구했고 요구한 바를 받아냈다. 다비드는 "컴브리아 공"을 칭했으며 그의 영지는 알락산다르의 통치권 밖에 있었다.
다비드가 트위드-티버트 강 이북을 요구한 것이 알락산다르 본인과 다비드 사이의 관계를 악화시키지는 않았지만 일각에서는 싫어하는 사람들이 있었던 것 같다. “과거의 모든 왕들의 자식들이 그랬듯이 그들도 평화로운 알바 땅을 노략하네”라며 통탄하는 게일어 시구가 남아있다.
헨리 1세와의 관계도 나빠지지 않은 것으로 보이며, 1114년 알락산다르 1세는 헨리 1세가 귀네드의 그루푸드 압 키난을 치는 원정에 함께했다. 알락산다르는 헨리의 사생아인 실비아와 결혼했으며 결혼 시기는 이르면 1107년, 늦어도 1114년 그 사이이다. 1114년에는 다비드도 헌팅던 백작부인 마우드와 결혼을 했다. 맘스버리의 윌리엄의 기록은 실비아를 공격하고 있지만 증거를 살펴보면 알락산다르 1세와 실비아 사이엔 자식이 없었을 뿐 금슬은 좋았고 실비아는 신앙심이 깊었다. 실비아는 1122년 7월 죽었는데 사망 원인은 기록되어 있지 않다. 실비아는 던펌린 수도원에 매장되었고 알락산다르는 재혼하지 않았다. 월터 보어는 알락산다르가 실비아를 추모하는 아우구스티노회 소수도원 세우려고 했고 더 나아가 실비아를 성인으로 존숭하려 했다고 기록했다.
알락산다르는 사생아 한 명(말 콜룸 막 알락산다르)을 두었다. 이 사생아는 1130년대에 다비드 1세로 즉위한 숙부에게 반란을 일으켰다가 진압당하고 록스버러에 투옥되었다가 1157년 이후 언젠가에 죽었다. 이 사생아의 정체는 오늘날까지도 다소 불분명하게 남아 있다.
알락산다르는 동복형제 에드가르, 다비드와 마찬가지로 매우 경건한 왕이었다. 그런 만큼 매우 평화롭고 겸손한 왕이었던 것으로 기록되어 있다.
그러나 알락산다르는 모레이 백국을 토벌할 때는 매우 무자비한 모습을 보여줬다. 윈타운의 앤드루의 기록에 따르면 알락산다르가 인버르가우리에 머무르고 있을 때 "군도인(men of the Isles)"들에게 공격을 당했다. 알락산다르는 그들을 추격하여 로스 지방 뷸리 근교의 스톡포드라는 곳까지 북쪽으로 몰아붙여 거기서 무찔렀다. 앤드루는 이 일로 인해 그가 사후에 맹렬왕(the Fierce)이라는 별명을 얻었다고 기록했다. 이 습격이 있었던 시기와 습격자들의 정체는 불확실하다. 그러나 울라 편년사에 보면 1116년에 알락산다르의 이복조카 돔날 막 라드만이 모레이인들에게 죽었다는 기사가 실려 있는데 이것이 동일한 사건을 가리키는 것일 수도 있다. 월터 보어는 알락산다르를 습격한 이들이 모레이와 미언스 출신이라고 기록했다. 모레이는 맥베스의 일족이 다스리고 있었다. 이 당시 모레이의 백작 또는 소왕이 누구였는지는 알 수 없다. 옹구스 또는 이름을 알 수 없는 그의 아버지일 가능성이 있다. 미언스의 경우에는 스코틀랜드의 소국들 중 특히 정체가 불분명한 곳인데, 유일하게 이름이 알려진 미언스 백작 말 페타르는 1094년에 알락산다르의 이복형 던컨 2세를 죽인 인물이다.
알락산다르는 1124년 4월 스털링(Stirling)의 궁정에서 죽었다. 적자가 없었기에 동생 다비드가 왕위를 이었다. 아마 실비아가 죽었을 때부터 일찌감치 다비드가 후계자로 지목된 것으로 보인다.

## 참고 문헌
- Barrow, Geoffrey (2003). 《The Kingdom of the Scots: Government, Church and Society from the Eleventh to the Fourteenth Century》. Edinburgh University Press. ISBN 978-0-7486-1803-3.
- Archibald Alexander McBeth Duncan (2002). 《The kingship of the Scots, 842-1292: succession and independence》. Edinburgh University Press. ISBN 978-0-7486-1626-8.
- Oram, Richard D. (2004). 《David I: the king who made Scotland》. Tempus Pub Ltd. ISBN 978-0-7524-2825-3.
- Russell Andrew McDonald (2003). 《Outlaws of medieval Scotland: challenges to the Canmore kings, 1058-1266》. Tuckwell Press, Ltd. ISBN 978-1-86232-236-3.
- Saint Andrews, Sawyer; Brodrick, John F (2010). 《Pater Nostras Canis Dirus: The Garrison Effect》. AuthorHouse. ISBN 978-1-4520-9356-7.

| 전임 에드가르 막 말 콜룸 | 알바의 왕 1107년–1124년 | 후임 다이드 1세 막 말 콜룸 |